# Кірті Чакра
Кірті Чакра (гінді कीर्ति चक्र) — військова нагорода Індії, що присвоюється за військові заслуги в мирний час.

## Історія
Нагорода заснована президентом Індії 4 січня 1952 року, як «Ашока Чакра» 2-го ступеня. Свою нинішню назву отримала 27 січня 1967 року.

## Опис нагороди
Нагородний знак має вигляд кола діаметром 1 3⁄8 дюйма (3,5 см), виготовлений зі срібла. У центрі аверса медалі зображена Ашока Чакра — колесо Ашоки (різновид Дхармачакри з 24 спицями), укладене у вінок з квіток лотоса. На зворотному боці знаходяться опуклі слова «Кірті Чакра» мовою гінді та англійською, написи розділені двома зображеннями квіток лотоса. По крайці медалі з обох боків йде орнаментальне обведення.
Медаль кріпиться за допомогою шарніра і скоби до орденської стрічки зеленого кольору, розділеної на три рівних сегменти двома вертикальними оранжевими лініями.
При повторному нагородженні передбачено додавання планки на орденську стрічку, до якої прикріплений нагородний знак, а при носінні стрічки без нагородного знака — додавання на неї мініатюрного зображення колеса Ашоки.

## Умови нагородження
Відзнакою нагороджуються чоловіки та жінки — військовослужбовці всіх родів військ армії, флоту і військово-повітряних сил, резервних частин і будь-яких інших законних збройних формувань, а також цивільні особи (крім поліцейських і пожежників), які виявили видатну хоробрість у мирний час («інакше, ніж перед обличчям ворога»). Можливе нагородження посмертно.

## Кавалери
Всього відзнакою «Кірті Чакра» нагороджено понад 230 осіб, в останні роки щорічно нагороджується 3-5 осіб. Повторних нагороджень не було.
Єдиний військовий, нагороджений як «Ашока Чакрою», так і «Кірті Чакрою», — підполковник Нілакантан Наїр з Маратхської легкої піхоти, який загинув у бою з повстанцями в Нагаленді в 1993 році.
Серед нагороджених «Кірті Чакрою» є низка радянських космонавтів, які брали участь у підготовці і здійсненні спільної радянського-індійського космічної програми (Олег Атьков, Анатолій Березовий, Георгій Гречко, Леонід Кизим і Володимир Соловйов).